# Rheum nobile
Rheum nobile, trajnica iz porodice dvornikovki,. Ime joj znači plemenita rabarbara (Rheum nobile), a poznata je i kao sikkimska rabarbara. To je divovska zeljasta biljka koja može narasti do 2 metra visine, porijeklom iz Himalaje, od sjeveroistočnog Afganistana do Mijanmara, koja se javlja u alpskoj zoni na visini od 4000 m. Ima jedinstvenu adaptaciju izrade prozirne krošnje brakteja koja prekriva cvjetnu stabljiku i djeluje poput pagode.
Brakteje štite biljku od hladnoće i UV zračenja, a iznutra stvaraju topliju i vlažniju mikroklimu. Biljka također privlači gljivične komarce kao oprašivače proizvodeći kemijski spoj koji mami ženke da polože jaja u sjeme koje se razvija. Biljka je rijetka, lijepa i ima ljekovitu vrijednost. 